# ストッパー毒島
『ストッパー毒島』（ストッパーぶすじま）は、週刊ヤングマガジン（講談社）1996年第7号から1998年第51号にかけて連載されたハロルド作石作の野球漫画。全12巻の単行本が同社から発売されている。
舞台は日本のプロ野球界、主人公・毒島大広の所属する架空球団「京浜アスレチックス」と、当時存在していた6球団を加えた 1996年 - 1997年シーズンのパシフィック・リーグ。登場人物は、当時活躍していたプロ野球選手・監督・関係者達をモデルにしているほか、実名でも登場する。

## あらすじ
プロ野球入りを目指す高校生・毒島大広は、非凡な才能を持ちながらも素行不良から野球部に入れてもらえず、学外での乱闘事件をきっかけに高校も退学になった。しかし毒島を中学生の頃から見ていたパ・リーグの弱小球団・京浜アスレチックスの木暮スカウトの働きもあり、1995年のドラフト会議でアスレチックスから8位指名を受ける。入団を渋る周囲の人間を自慢の剛速球で捻じ伏せた毒島は、チームのストッパー（抑え投手／クローザー）を志願し、シーズン60セーブとチームのリーグ優勝を目指して1年目から大暴れする。

## 京浜アスレチックス
パシフィック・リーグ所属の球団。昭和40年代半ばにリーグを2連覇するが、その後黒い霧事件で主力の多くを失い、優勝から28年間、Aクラスから20年間（1997年時点）遠ざかっているお荷物球団。親会社は京浜運輸だが、身売りの噂が絶えない。チームカラーは緑で、ユニフォームはオークランド・アスレチックスを真似ている。英語表記は「KEIHIN ATHLETICS」、略記「A's」。チームマスコットはキツネの「チックくん」。可愛さとはかけ離れた風貌と試合の合間に行なうやる気の感じられないダンスから、チーム同様人気はない。
本拠地は東京都世田谷区駒沢に所在する駒沢フィールド。日本一の収容人員を誇るメジャーリーグ式の球場だが、7回から無料で外野席を開放するという苦肉の策を講じてもなお客が満員になる事はまずなく、取り壊しの話も具体化している。1997年シーズン最終戦で28年ぶりに満員御礼となり大入袋が関係者に振る舞われた。外観はナゴヤ球場、スコアボードは横浜スタジアムに酷似。グラウンド及びスタンドはドジャースタジアムがモデル。また、2軍球場はロッテ浦和球場がモデルとなっている。

## 登場人物

### 京浜アスレチックス・投手
毒島 大広（ぶすじま たいこう）
身長193cm、背番号55、左投げ左打ち。1978年10月22日生まれ。
経歴／広橋中－間柴高校中退－京浜アスレチックス（1995年8位）
本作の主人公で、アスレチックスの若きリリーフエース。幼少期は体が小さくいじめられっ子であり、幼馴染の貴恵を除いて同世代にはまともに相手にしてもらえなかった。中学時代にはすっかり腕白少年に育ち、中学時代の一時期はエースを務めていた一方で川上曰く素行も悪くなっており、評判を落としていたという。間柴高校に入学するが、中学時代に「真夏のダブルヘッダー事件」 を起こしたため野球部には入れず、登板機会なし。その後入団テストからのプロ入りを目指すも、ヤクルトのテストで乱闘騒ぎを起こし高校を退学になる。他球団のテストにもたどり着けず道が閉ざされかけるが、スカウトの木暮の後押しにより京浜アスレチックスに1995年ドラフト8位で入団する。
MAX163km/hの速球を投げる豪腕。ボールの握り方（縫い目への指の掛け方）には無関心で、握り方を気にせず直球しか投げていなかったが、結果的に投球は自然なムーヴィング・ファストボールとなって常に違う変化をし、打者を惑わせることに成功していた。反面コントロールに難があり、入団テストで投げた時には1球もストライクが入らず、さらに前述の通り変化球を全く投げられなかった。力みからか物語の初期には投げる時に「おっほえ」という奇妙な声を上げていたが、物語の終盤では少なくなった。ルーキーイヤーは開幕1軍入りを果たし、イチローを抑えてプロ初セーブをマークするが、制球難で通用しなくなり4月下旬に2軍落ち。その後チックくんから遠投等基礎的な指導を徹底されさらに厳しい特訓により大まかな制球難は克服する（細かいコントロールは無く調子が悪いと自滅するのは変わらない）。プロ入り後には初の二軍落ちの際にチック君からサークルチェンジを教わり習得を目指すが実践投入には程遠い状態であった為、その年のオフのウィンターリーグで現地監督からカーブを教わる、しかしストレートとの腕の振りの違いは一目瞭然で落ち方もいまいちだったため、すぐに相手球団から研究されあまり通用しなかった。再びサークルチェンジの習得を目指すが未だ実践投入は難しい状態であったが、チームが11連敗中雨が降る対ロッテ戦で利き手の左手を怪我してしまいそれでも代わりの投手もいない中投げる事になり(選手はいるが毒島に勝る選手がいない)、ピンチの場面で初の実践投入したサークルチェンジが手の痛みで上手くボールが握れないまま偶然投げたボールをきっかけに編み出した「ブスジマチェンジ」 を武器に加え、リーグ屈指のストッパーに成長していく。
尊敬するピッチャーは大野豊と、チームメイトである暮海明夫。兄の影響で広島カープのファン。テレビのインタビューでは前田智徳と釣り談義に花を咲かせたいとも語っている。
最初は一度暴れたら誰にも手の付けようのない「バイオレンス毒島」と謳われる程の凶暴ぶりで、起用法などで首脳陣に襲いかかり罰金を払わされた。未成年だが、喫煙と飲酒をしている。また、先輩選手にも敬語はあまり使わず、わがままな性格だったが、2軍落ちや中継ぎへの配置換えなどの苦い経験を積んで徐々に丸くなり、チームメイトとの信頼を深め合う大人なプロ野球選手に成長している。一方で髪は最初から最後まで金髪に染めていた。
三木監督には「打者転向を本気で考えていた」と言わしめ、打撃練習では川岸から「バッターの方がメシを食えるんじゃないか」と言われるほどのバッティングを見せていたが、本人は兄を念頭に「上には上がいる事を子供の頃から知っている」と、投手一本に賭けている。しかし、パ・リーグ同士の試合では珍しく、オリックス戦に打者として打席に立ち、その打席で満塁本塁打を記録している。
『BECK』の中で登場人物が読んでいたスポーツ新聞では、その後「今季絶望か」と書かれるほどの怪我をしたらしい。
幼馴染の貴恵については、当初は恋愛関係を否定していたが、実は早くから異性として意識していた。しかし貴恵からの反応は鈍く、別の女の子に興味を抱く時期もあったが、最終的には貴恵を選んだ。
愛用するグラブは玉澤。
清水 良馬（しみず りょうま）
背番号13、右投げ右打ち。17歳。
経歴／立花東中－岡村学園高校中退－カンザスシティ・ロイヤルズ－京浜アスレチックス（1995年1位）
名門の岡村学園高校の野球部で1年生エースとして活躍し、甲子園出場を決めるも監督と反りが合わず中退。木暮の世話でアメリカ留学すると、米マイナー・1Aで11勝を挙げ、一躍名を上げる。本来ならドラフトでも競合となるはずの有望選手だったが、木暮との関係を考慮して他球団が入札を見合わせ、ドラフト1位で単独指名したアスレチックスに入団。しかし本人はメジャー志向が強く、入団時に早くも「2年で退団しメジャーへ挑戦する」という契約条項を盛り込ませている。150km/h近い直球と、強力なフォークボールを武器に、すぐにエース格となる。主に先発として登板し、1年目から開幕ローテーションに入り11勝14敗を記録。片平監督の下ではストッパーも経験したことがあるが、本人曰く「向いてない」と言うとおり、何度も敗戦投手になっている。
当初はアスレチックス入団をメジャー移籍までの腰掛け程度にしか考えておらず、やる気もなかったが、2年目には15勝を挙げ、最終戦では中一日で先発登板し「メジャーに行く前にこのチームで優勝がしたい」という思いを覗かせたり、試合中のアクシデントによる怪我をおして続投しようとするなど、チーム愛が芽生えた様子がうかがえる。抜群の実力と整った容姿で人気も高いが、本人はクールで気分屋の扱いにくい性格で、大のマスコミ嫌い。「真夏のダブルヘッダー事件」で母から貰った財布を盗まれたため、犯人とされた毒島とは犬猿の仲。毒島の実力は認めているものの、斉木からは対抗心を剥き出しにされるなど、同期入団の2人とは仲が良いとは言えない。
斉木 哲也（さいき てつや）
背番号21、右投げ右打ち。17歳。
経歴／兵庫吹石高校中退－京浜アスレチックス球団職員－京浜アスレチックス（1995年3位）
兵庫吹石高校時代は地区予選止まりで甲子園には出場できなかったが、「兵庫のドクターK」と呼ばれ、知る人ぞ知る存在だった。高校を中退し駒沢フィールド職員を経てプロ入り。抜群のコントロールと切れのあるスライダーが武器で、鋭い牽制など冷静なマウンドさばきも持ち味。球団職員時代にチックくんの勧めでサイドスローへとフォーム改造する。1年目はキャンプオーブン戦で結果を残し開幕ベンチ入りする。開幕戦では先発の陳が早々にノックアウトされ二番手でプロ初登板をしロングリリーフで好投するが抑えの黒田が打たれプロは通勝利を逃す(三番手で毒島が登板した際には采配に激怒するが、毒島の好結果で以降はそれまでのような悪態は減る)。その後は片平監督とそりも合わず更に結果も残せずで二軍落ちしたが、一軍復帰後はプロ初先発初勝利を記録し4勝1敗でシーズンを終える。1997年シーズンの序盤は主に先発を務め、中盤に毒島が不調で二軍落ちしてから終盤までは抑えを任され、優勝を懸けた最終盤では再び先発に戻る等、チームの苦しい投手事情の中でフル回転する。東尾修を尊敬しており、彼の現役時代と同じ背番号21を背負う。当初は清水が付ける予定だったが、「約束が違う」と斉木がごねたため、清水があっさりと譲った。
入団直後には清水に対抗すべく、元同僚職員の牧野を買収してスピード表示をごまかしてもらうなど、関西人らしいいたずらを随所に織り成す人を食った性格。入団当初は同期生の2人に対抗心を燃やしていたが、毒島とは憎まれ口を叩きあいながらも親交が芽生え、優勝争いをしている最中にはお互いを気遣う様子が描かれている。「闇雲にやっても意味がない」と言いつつも練習熱心であり、本人曰く「騙し騙し」登板過多に耐える様子は毒島にも認められている。プロ初登板の際にリリーフカーの運転手の女の子をナンパしたり、ウインターリーグで派遣されたハワイのカフェで知り合った女性とデートの約束を取り付けるなど、プレイボーイな一面も。木暮曰く「したたかな男」。
黒田 正弘（くろだ まさひろ）
背番号26、右投げ右打ち。29歳。
アスレチックスの抑え投手。ストレートの球速は最高123km/hと遅い（132km/hという描写もある）が、様々な変化球に緩急をつけ、実質21球種を投げる技巧派。劇中で「小江夏」と言われている。1995年シーズン成績は3勝8敗17S、防御率2.91。
1996年シーズン、リリーフ登板時は作中で打ちこまれることが多く、特に千葉ロッテマリーンズの堀幸一にはよく打たれ、堀は劇中「黒田キラー」と呼ばれていた。シーズン途中に三木監督就任後は先発に転向し、相性が合ったようで6勝9敗3Sの成績を挙げている。97年も開幕から先発ローテーションを終盤まで守ってる描写がある。
アスレチックスのメンバーを取り巻く一つの派閥を作っており、球団の内部事情にも詳しく、しばしば後輩を脅す。
最初は不真面目で練習嫌いなキャラだったが、毒島ら若手に影響されて少しずつだが真面目に野球に取り組むようになる。名前のモデルは黒田正宏。
チーム一の酒豪で、二日酔いのまま登板した事もある。「野球は頭や!!」という著書を出している。
ウェイク 国吉（ウェイク くによし）
背番号41、右投げ左打ち。28歳。
沖縄県出身。本来は外野手。高校時代の友人で現スポーツ新聞記者の金城の発言から、高校時代は200万円かけて特別にネットが設置されたほどの強打者であったことが分かる。チーム一の努力家だが、過度の練習による疲労骨折や脱臼癖など故障の連続で、11年にも及ぶ日陰暮らしを続けていた。
解雇の危機が迫る1997年シーズン、練習の合間に習得したナックルボールをチックくんに見出され、投手（ナックルボーラー）に転向して大ブレイク。オールスター以降に先発ローテーションの一員となり、ナックルボーラー特有の登板感覚の短さも相まってチームの課題だった先発不足が解消、8月と9月の月間MVPを獲得し9勝0敗の活躍を見せる。10月に入ってからは好投するも勝ち星に恵まれず、対オリックス最終戦では仰木彬監督による「待球作戦」 でめった打ちにされ二軍落ちしたが、チックくんの指導で自信を取り戻しチーム最終戦ダブルヘッダー初戦に先発復帰する。アスレチックスのコーチ・選手のうち、チックくんの中の人が三宅武ではないことを知っている唯一の選手。モデルは同じく野手失格の状況からナックルボールを武器に投手転向したティム・ウェイクフィールド（彼の名は作中でウィルソンが言いかけている）。
陳 文治（チェン ウェンジ）
背番号18、右投げ右打ち。
台湾人投手。1995年シーズンに10勝5敗1Sの成績を挙げたアスレチックスのエース。1996年に背番号を18に変更し初の開幕投手に抜擢。5勝16敗2Sと不振に終わったが、翌1997年も開幕を任され、新エース候補の清水には対抗心を燃やしている。プレイボーイで、日本人のガールフレンド達から日本語を教わったため女言葉で話す。一度「オカマ」と言われると激怒し、兵役時代に身に付けた得意の太極拳で暴れ出す。またイラストが得意で、右肘の治療でジョーブ博士の治療を受けるために渡米した際、三木監督を励ますために、『いけない!ルナ先生』のイラストを添えた手紙を送ったこともある。
序盤で崩れる癖があり安定感は今ひとつ。清水同様、片平監督の下でストッパーも経験したことがあるが、何度も敗戦投手になっている。武器は外角のスライダー。ピンチを抑えるとマウンド上で「文治ダンス」なるものを繰り広げる。モデルは名前や特徴から郭源治と郭泰源。
牧 司郎（まき しろう）
背番号19、右投げ右打ち。36歳。
投手コーチ兼任のベテラン投手。ただしコーチとしての実力はいまいちで的外れな指導が多く、彼の指導を受け現役引退を決意した投手は多い。毒島も彼の指導を受け、一時アンダースローを試していた。
毒島曰く「肩書きだけのコーチ」。そのため、投手陣からの信頼の多くはもう一人の投手コーチであるチックくんに寄せられている。一方で片平だけは牧の指導方針を支持しているようであり、片平の監督在任時代には行動を共にすることが多かった。新人の時は暮海に将来有望な若手として認められていたりと、ピッチャーとしての能力はそこそこあるようで、1996年には先発ローテーションの一角として8勝9敗の成績をあげている。赤羽に建てたマイホームのローンに苦しむ。名前と風貌のモデルはマギー司郎。
植西 克美（うえにし かつみ）
背番号47、右投げ右打ち。
経歴／社会人－京浜アスレチックス（1996年3位）
150km/hを超えるストレートとSFFが武器の抑え候補。顎が特徴的で、風貌は門倉健によく似ている。
不遜な性格の自信家で、毒島から抑えの座を奪うつもりでいたが、抑えの厳しさを目の当たりにして毒島にその役目を譲る。主に中継ぎ（セットアッパー）として活躍し、連戦が続く最終盤には谷間の先発も務めている。
暮海 明夫（くれみ あきお）
背番号11、左投げ左打ち。41歳。
経歴／？－京浜アスレチックス（1977年1位）
毒島が尊敬するアスレチックスの大ベテランで、毒島のよき理解者。新人でいきなり21勝を挙げ新人王と最多勝利を獲り、全盛期にはノーヒットノーランも達成するなど、エースとして華々しい活躍をしてきたが、晩年は故障に苦しむ。オープン戦で打ち込まれていた1996年シーズン前、ペナント初登板試合で結果を出さなければ引退するよう片平監督から勧告を受けてしまう。そんな中臨んだ試合で、勝ち投手の権利を得たまま最終回に絶体絶命の危機を迎えた場面で降板、後を託した毒島がなんとか凌いで通算200勝目を挙げる。シーズン終了後に引退、翌1997年には監督候補に取りざたされるが辞退し、解説者として外からアスレチックスを見守る。また、毒島が忘れていた「ブスジマ・チェンジ」の握り方を思い出させた。著書「マウンドを楽しむ 人生を楽しむ」の著者であり、大広はこの本に暮海のサインを貰おうとしていた。ルーキーの時は毒島と同じノーコンだったと語っている。逸話やプレイスタイル等は大野豊、村田兆治をモデルにしてると思われる。
青山（あおやま）
背番号49、左投げ左打ち。
経歴／ふじしろ信用金庫－京浜アスレチックス（1995年5位）
ふじしろ信用金庫軟式野球部出身の左腕。ドラフト会議直前に毒島と既に1回会っており、木暮の紹介でふじしろでの経験を積む予定であった毒島の暴れん坊ぶりを見て「木暮さんに刃向かうなんて度胸があるね」と評した。都市対抗野球大会の貸し出し選手（補強選手）として4イニング投げたのがスカウトの目に留まり、毒島と同期のドラフト5位でプロ入り。
貴重な左のサイドスローで、キレのある変化球が武器。専ら中継ぎ（解説には敗戦処理と言われている）として起用される。
森口（もりぐち）
背番号16、右投げ右打ち。
経歴／？－横浜ベイスターズ－京浜アスレチックス
横浜ベイスターズから解雇され移籍して来たベテラン投手。1997年シーズン前半戦は先発ローテーションの穴を埋め、後半戦はウェイクの活躍もあり中継ぎに転向するなど地味に活躍している。名前のモデルは森口益光か。
川本（かわもと）
背番号12、左投げ左打ち。
左の中継ぎエース。1995年シーズンは40試合以上に登板。しかし1996年開幕前のノック中に伊藤と交錯し全治1ヶ月の脳挫傷を負う。おかげで左不足になり、毒島の開幕1軍が決まるきっかけになった。4月下旬に1軍復帰のメドが立ち、代わって毒島が2軍落ちした。1997年シーズンも影は薄いが、中継ぎとして登板している。
伊藤（いとう）
背番号32、右投げ右打ち。
右の中継ぎエース。1995年シーズンは40試合以上に登板。1996年開幕前、ノックの最中に川本と交錯してアキレス腱を断裂し、全治3ヶ月の重傷を負う。1997年シーズンも影は薄いが、中継ぎとして登板している。
石川（いしかわ）、山村（やまむら）、平林（ひらばやし）
名前のみ登場した投手陣。

### 京浜アスレチックス・野手
佐世保 仁（させぼ ひとし）
背番号47→31（1997年から）、右投げ右打ち、捕手。
経歴／？高校－京浜アスレチックス（1993年4位）
甲子園常連高校から1993年ドラフト4位で入団。入団後から怪我に悩まされ続けたが、後述の渋谷の放出後、2軍で彼の実力を熟知していた三木監督に抜擢された。素行不良の選手が多いアスレチックスの中では珍しく、メガネがトレードマークの冷静な頭脳派で、毒島ら一癖も二癖もある面々が揃った投手陣からの信頼も厚い。一方、内面では静かに燃えるタイプで、ガッツあふれるプレーが持ち味。趣味は読書。
チャンスに強い打撃が武器の中距離打者。捕手ながらクリーンナップを任され、打率3割を記録する。1997年シーズンはチームで唯一オールスターに出場しているが、2戦とも代走としての起用だった。優勝争いをしたシーズン終盤では、ここぞという場面に打ち、加瀬からは「風格すら漂っている」と評される。シーズン残り3試合目で小池秀郎から頭部死球を受け昏倒し、今季絶望かと思われていたが、病院を抜け出して最終戦のダブルヘッダーに強行出場し、両試合共に決勝打となる本塁打を放っている。
1997年シーズンから自ら希望してマイク・ピアッツァと同じ背番号31に。劇中で城島健司に「同郷」と言っているが、苗字にちなんだジョークなのか本当に佐世保市出身なのかは不明。
三条 洋二（さんじょう ようじ）
背番号69→1（1997年から）、右投げ左打ち、二塁手。
経歴／社会人－京浜アスレチックス（1992年1位）
社会人から1992年ドラフト1位（松井秀喜の外れ1位）で入団するも、片平前監督とグラブさばきについて揉めて以降2軍暮らしだった。本職は遊撃手で、火野の守備を考慮して二塁にコンバートされているが、日本最強と言われる守備力と、打つ前から投球のコースで打球の方向を判断できるセンスを兼ね備えた守備のスペシャリスト。一塁手が抜かれたライナーをダイビングキャッチするなど、信じられないほどの守備範囲と超ファインプレーの連発で、本職ではないポジションでアスレチックス投手陣を何度もピンチから救ってきた。三条の守備を見た毒島貴志も「あいつこそ、まっ先にメジャーに行くべきだな」と賞賛し、三木監督の孫は「今のプロ野球界で金を払って観る価値のあるのはイチローと三条の守備だけ」とまで言っている。走塁のセンスも高く、1997年は少なくとも24盗塁を決めている。打撃は並以下だが、たびたびドラッグバントで出塁している。
普段は明るく遊び人を装っており（アマチュア時代は本当に遊び人だったという噂もある）、事ある毎に「徹マン明けで…」「昨夜は（呑み屋を）3件ハシゴしちゃって…」などと吹聴しているが、陰で努力を重ねる苦労人。自分が練習している姿を見られることを極度に嫌い、試合後一人こっそりと練習しているが、その努力はチーム内でかなり知られている様子。しかし、送りバントを失敗した翌日の練習で、優勝を狙うチームに影響を受け、チームメイトに見られながら黙々とバント練習をしたことも。海岸で練習していた際、わざわざ岐阜の工場まで足を運び作った愛用のバット（見た目からポッキーバットと呼ばれる）を、いらいらしていた毒島にへし折られたことがある。名前と風貌のモデルはプロレスラー・安生洋二。
火野 勝（ひの まさる）
背番号38→6（1997年から）、右投げ右打ち。遊撃手。25歳。
『BECK』の主人公・コユキ達が通っていた一枝学園高校出身。常に口が半開きのぼんやりした面構えで、「んああ」が口癖。その知性を感じられない容姿のために、片平前監督の構想から真っ先に外れたため、2軍暮らしが続いていた。
脅威的な長打力を持つ天性のホームラン・アーティスト。かなり勝負強いが三振も多い。守備にも難がありトンネルなど単純な失策や暴投が多く、投手陣の士気を下げているが、スピードガンで138km/hを計測するなど肩は良い。小学生のときからずっとショート一本でやっていたが、小野寺の加入や打撃に専念させるという首脳陣の意図により、1997年シーズン序盤にサードにコンバートされた。しかし見た目とは裏腹に繊細な男だったため、逆に極度の打撃不振に陥る。スランプ中は山畑コーチにしつこいほどの熱血指導を受けるも結果的には失敗し、精神的に追い込まれた火野は2日間失踪する騒ぎを起こしてしまった。その後、ショートへ再コンバートされ、勝負強さを取り戻す。
ファンには人気があるようで、レギュラーになった1997年シーズン終盤には、スタンドに火野くん人形（後述）が登場していた。名前とプレースタイルのモデルは宇野勝。
川岸 大介（かわぎし だいすけ）
背番号7、右投げ右打ち、一塁手兼外野手。22歳。
経歴／大学－京浜アスレチックス（1995年2位）
東都大学リーグで3年次まで活躍したものの、4年次はベンチウォーマーに留まる。しかし木暮の推薦により、球団が敢えて逆指名を使わせドラフト2位で入団。
甘い球を連続で空振りした後、厳しいコースへの決め球を本塁打にする事が多く見られ、いつ、どんな球を打つかは予測不可能という確実性のないスラッガー。作中では未完ならぬ『未知の大砲』と称されている。プロ入り後は外野手にコンバートされたが、フィールディングに難があり、また一塁には山本恒男がいることから指名打者として出場することも多い。
愛車はベンツだが、タイムリーエラーをした翌日に平気な顔で球場に現れたところ、その態度が気に食わなかった毒島によりエンブレムを壊された。名前のモデルは岸川勝也、逸話やプレイなどは広澤克実をモデルにしてると思われる。
ビル・ラズロック (Rothrock)
背番号5、右投げ右打ち。外野手。46歳。
年俸3億円で1997年シーズンに入団した助っ人外国人。メジャーで3度の首位打者に輝き、牧場を2つ経営する「アメリカンドリームを体現した男」。しかし46歳と高齢すぎてほとんど役に立たず、同年8月には早々と解雇が決定する。風貌と経歴を逆手に取ったセーフティバントを仕掛け、連敗脱出のお膳立てをしたことも。
水野晴郎似の風貌から「ハルオ」の通称で呼ばれる。ホームランを打たれた毒島に声をかけたり、日本語を覚えチームに溶け込もうとするなど、メジャーの大物らしからぬ気さくな人物で、チャリティー活動にも熱心。だがシーズン終盤は新人時代以来のマイナー（2軍）落ちにプライドが大きく損なわれ、鬼の形相で練習に励んでいた。この2軍落ちが原因で山畑コーチを嫌っている。
シーズン終盤の10月に1軍復帰し、初日に元メジャーの片鱗を見せる3号ホームランを打つ。その後はセーフティバントを多用し相手チームにはバレバレだったが、三木によると10月の打率は4割近かった。それ故にシーズン最終戦では4番に大抜擢され、意地のポテンヒットを放つ。モデルは似たような経歴で日本球界入りしたビル・マドロック。
本上 博史（ほんじょう ひろし）
背番号00、左投げ左打ち、外野手。22歳。
経歴／社会人－京浜アスレチックス（1996年2位）
熊本県出身の1996年ドラフト2位ルーキー。熊本最大の暴走族の元リーダーで気性が荒く、茶髪のリーゼントに眉無しのヤンキー顔の容姿でとてもプロ野球選手には見えない上、社会人出身にもかかわらず先輩にタメ口をきく礼儀知らず（牧曰く「こんな奴入団させるのはウチだけ」）。暴走族のリーダーを務めていただけあって後輩の面倒見はよく、同期入団で年下の小野寺とよく行動を共にしている。木暮曰く「イッパツもある走・攻・守三拍子そろった大型外野手」で1年目からアスレチックスのトップバッターを務める。
ガッツ溢れるプレーが身上だが、打撃は粗く、積極的に盗塁を試みるが成功率は低い。ただ、シーズン終盤は配球を読んで打ち、チックくんに「今後7年は一番を任せられる」と言わせるほどの成長を見せる。1997年リーグ終盤では、バイク事故による負傷を隠して気合で出場する。
遠征はバイクで移動するのがポリシーで、罰金を払ってまでこだわっている。モデルは新庄剛志か。打撃フォームは佐々木誠似。
加瀬 英二（かせ ひでじ）
背番号22、右投げ右打ち、内野手（主に三塁手）。36歳。
経歴／池永高校－大学－京浜アスレチックス（1982年1位－94）－広島東洋カープ（1994－1997）－京浜アスレチックス（1997－）
三木監督が「入団したときから、打撃フォームはいじるとこが無く怪我をする前までは4割を打つのはコイツだと思っていた」と述べるほどの打撃の天才。キャプテンとして高校では夏の甲子園優勝、大学でも日本一を経験し、ドラフト1位で入団。期待通りにシーズン3割を6年連続で達成したこともある一流選手だが、数々の女と浮き名を流す球界一の絶倫男ぶりでも有名で（女子高生を妊娠させたとも）、アスレチックスに再入団した早々にチアガールと性行為に及んでいる。親子関係の認知を求められて裁判を起こされるなど、私生活の問題で前監督の片平に嫌われ、広島東洋カープへ放出されるが、チーム改革のため、元「ミスターアスレチックス」のリーダーシップを期待した三木監督に3年ぶりに呼び戻される。
長いプロ人生で優勝争いに関わることはほとんど無かったが、野球知識は豊富で、チームのミーティングで勉強会を開いたり、ピンチのときに絶妙なタイミングで声掛けしたりと、若い選手が多いチームで期待通りのリーダーシップを発揮した。名前と経歴のモデルは加藤英司、逸話等は高橋慶彦と思われる。
小野寺 学（おのでら まなぶ）
背番号3、右投げ両打ち、主に内野手（遊撃手・三塁手）。19歳。
経歴／外木場学園高校－京浜アスレチックス（1996年1位）
名門・外木場学園高校では主将として活躍、夏の甲子園で2度全国優勝した1996年の花形ドラフト1位ルーキー。毒島とは1期違いだが年齢は同じ。甘いマスクに高校時代から注目されていた事を感じさせないほど性格も素直と、非の打ち所が無い。新人離れしたグラブさばきと俊足が売りで、出番は多くないが数多く盗塁を成功させ、アスレチックス首脳陣がこれからに期待している選手。
高校までは右打ちだったが、プロ入り後は左打ちにも挑戦する。打撃はまだまだ未熟だが、高校時には夏の甲子園の決勝でサヨナラ本塁打を放ったり、プロ初打席で決勝打となるポテンヒットを打つなど天性の強運の持ち主。同期入団で本上とは練習なども共に行なったりと仲が良い。優勝のかかったダブルヘッダー2戦目では代走で出場、アウトになればゲームセットという場面で盗塁を2つ決め、度胸のある所を見せた。
山本 恒男（やまもと つねお）
背番号10、右投げ右打ち、内野手。28歳。
黒田正弘と常に一緒に飲み歩いている子分、ソープランド好き。打撃は平凡だが守備能力は高く、内野はどこでもこなせる。打順は下位が多く、たまに1番で起用されている。
だらしない性格で練習嫌いのため、黒田ほど毒島達に感化されていなかったが、物語終盤ではリストラに怯え真面目に練習に参加するようになった。1997年シーズン終盤、優勝を目指し盛り上がる若手に対して要と共に冷ややかな反応を取って三木監督の怒りを買い、試合途中からベンチに下げられたこともあったが、優勝のかかったダブルヘッダーでは2試合とも一塁でスタメン出場し、チームメイトに声援を送っている。
矢島 健一（やじま けんいち）
背番号14、左投げ左打ち、一塁手。プロ18年目。
経歴／？－ダイエー（？－1996）－京浜アスレチックス（1996－）
渋谷貴之とのトレードでダイエーから移籍したベテラン。アキレス腱に爆弾を抱えており何度か欠場しているが、かつて首位打者を獲得した打棒はいまだ健在で、4番を任されることも。
若い選手が多いアスレチックスの中で頼りになる存在だが、オヤジギャグを連発するため人望はいまいち。名前と経歴、オヤジギャグを連発する癖のモデルは谷沢健一。
広岡 不二夫（ひろおか ふじお）
背番号23、右投げ右打ち、外野手。
経歴／？－:西武ライオンズ（？－1996）－京浜アスレチックス（1997－）
西武ライオンズから移籍してきたベテラン選手。影は薄いが、作中ではかつて秋山幸二の守備のお手本となったほどの守備の職人で、本職以外にも捕手以外はどこでもこなせるといういぶし銀のユーティリティプレイヤー。解説者からは出来すぎと言われる活躍を見せた。堅実な守備や科目な見た目に反して、黒田・山本と共にソープランドに行く描写もある。
佐世保への頭部死球をめぐって乱闘が生じた際に、近鉄・佐々木監督の弁解に広岡が反論するシーンがあるが、ここには実際に阪急対西武戦で乱闘が起きた時に、激高する阪急・福本豊を西武・広岡監督がやり込めた台詞が使用されている。名前と経歴のモデルは広橋公寿と西岡良洋の合成。
八木（やぎ）
背番号25、右投げ右打ち、外野手。
経歴／？－:西武ライオンズ（？－1996）－京浜アスレチックス（1997－）
広岡とともに西武からリストラされ移籍してきたベテランで、リーグ屈指のサウスポー殺し。バントも上手く、本塁打を8本放つなどパンチ力も兼ね備えているのだが、右投手が全く打てないため主に代打として活躍。
脇菜 良晴（わきな よしはる）
背番号2。右投げ右打ち、捕手。37歳。
経歴／？－:阪神タイガース－千葉ロッテマリーンズ－京浜アスレチックス（1997－）
阪神とロッテでプレーした19年目のベテラン捕手。元チームメイトの小宮山悟のルーキー時代にプロのいろはを教えており、劇中の小宮山にとって苦手な存在である。捕手としては相手の隙を突くリードが得意。
佐世保欠場時にスタメンで出場。大ピンチの場面で毒島を好リードし、うまく打たせて併殺に仕留めた後、フィッシュバーンから三振を奪った。名前や元阪神という経歴のモデルは若菜嘉晴。なお作中には、連載当時ダイエーのコーチだった若菜本人も登場している。
要（かなめ）
背番号9。右投げ両打ち、外野手。
山本より先輩のベテラン。色黒。
1997年シーズン終盤の試合で本上に代わり2番打者としてスタメン起用。その際、「今年はこれで充分だろ、息子に自慢ができる」と言い放ち、三木監督の怒りを買い、山本と共にベンチに引っ込められる。名前と風貌のモデルは屋鋪要。
佐藤 慎（さとう しん）
背番号59。
代走の切り札。代走以外での登場が一切ない。他に佐藤という選手がいるのか、「佐藤慎」で通っている。「慎」がフルネームかどうかは不明。佐世保退場時に、ピンチランナーで出場した。名前のモデルは佐藤純一か、佐藤兼伊知と古川慎一の合成。
藤川（ふじかわ）
背番号4。右投げ右打ち。ポジションは内野（遊撃手）と外野両方をこなす。通称「こけしバットの藤川」。
1995年シーズンの打撃成績は、打率.213、0本塁打。シーズン終了後には日韓野球に出場している。
清水のお披露目投球、斉木の背番号を賭けた勝負の時のバッターで、毒島の剛速球を間近で味わったプロ野球選手第1号。1996年シーズンはレギュラーだったが、1997年シーズンからは出てこなくなった。モデルは藤原満。
小野（おの）
背番号54。右投げ右打ち、内野手（一塁手）。
1996年シーズンにレギュラーとして登場。1997年シーズンからは出てこなくなった。
ノリス
背番号31。右打ち。
1996年シーズンに在籍したダメ外国人。名前のモデルはチャック・ノリス。

### 京浜アスレチックス・首脳陣 / スタッフ / OB
三木 源三郎（みき げんざぶろう）
背番号80、2軍監督 → 1軍監督。
アスレチックスのリーグ2連覇時代のヘッドコーチだが、派閥争いに巻き込まれ、2軍監督に降格したまま20年以上過ごしていた。1996年シーズン途中、片平の退任後のごたごたで代行監督となり、翌年「チックくんを投手コーチにする」条件で正式に1軍監督就任。昭和一桁生まれという高齢のためかよく試合中に居眠りをしている。その際には「大毎ミサイル打線と戦う」「稲尾和久からウェイクがタイムリーを打つ」「西本監督にヘッドロックを決める」などのありえない夢を見ており、その振る舞いから認知症を疑う声もある。また近年は毎年のように体調を崩し入院しているもよう。シーズン途中に「日本の野球向き」ということで、1億円でフランク・トーマスの獲得を目指したが失敗（金額を聞いたトーマス側は怒り狂っていたとも）。若手育成が得意で、若き日の加瀬に始まり、佐世保・三条・火野ら多くの選手の才能を見出す。
チックくん
チームマスコット兼1軍投手コーチ。右投げ。
キツネをモチーフにしたキャラクターなのだが、名残は体色に残る程度で、イヌに間違えられたこともある。三白眼で目つきが悪い。首はアルパカのように長く、耳はウサギのように長く前に垂れ、首から下はほぼ人間と同じだがネコのような長い尻尾を持ち、腹の部分にチームカラーの緑色で「A's」のサインがある。この様に様々な動物の特徴や意匠を取り入れた結果、可愛さとはかけ離れた風貌になってしまった。その上、試合の合間に行なうやる気の感じられないダンス、マスコットにあるまじき無愛想ぶりにより、サイン会に誰も集まらないほど不人気。そのため、チーム売却が成立した際には内田により別のマスコットへと交代させられる予定だった。
マスコットとしては全く役に立っていないが、中の人は野球に関する知識が深く、斉木にサイドスロー転向を勧め、毒島に投球フォームの修正などを施す。また、マスコットでは異例だが自らの声で話す。淡々とした喋り口で、常に冷静だがお茶目な一面も持ち合わせている。熱心且つ的確な指導により毒島、斉木、ウェイクなど、投手陣や三木監督からも絶大な信頼を置かれている。あの黒田でさえも不調時には教えを乞うことも。そのため不在時には投手陣が浮き足立つこともある。さらに野手の本上や、諸事情により打席に立つこととなった毒島に打撃アドバイスを送っており、投球のみならず野球全般に精通している。「工業高校出身」ということもあって、「コントロール矯正マシーン」など練習用具を発明・作成している（ただし工業高校出身は三宅のことであり、現在のチックくんの中の人物はそれにあたるかは不明）。1997年は監督就任を依頼されるが拒否、三木の要望で着ぐるみのまま投手コーチに就任することになる。就任後は毒島にコントロール矯正や変化球習得を教え込み、ウェイク国吉をナックルボーラーとして復活させた。チームマスコットとしては史上初の退場処分（審判への侮辱行為として）を下されたこともある。
中の人は元アスレチックスのドラフト1位投手「三宅 武」ということになっているが、物語途中で三宅は既に死亡していたことが明らかになる（後述）。その後、何人か可能性のある人物の名前が出るも、特定には至らず、正体に迫った記者・金城は「触れてはいけないものに触れた」と圧力をかけられてしまう。最終回で胴上げされた際に着ぐるみの頭部が取れたが、結局正体は明らかにされず物語は完結する。毒島がちらっと見た顔は「仲代達矢を15年若くした感じ」と言われ、かなりハンサムで、兄の貴志は彼が小さい頃から正体を知っているらしい。
中村（なかむら）
1軍ヘッドコーチ。三木監督の右腕的存在で、彼の1軍監督就任に伴い2軍から昇格。三木監督が倒れた際には代行監督として指揮した。いつも三木監督の隣にいる。
山畑（やまばたけ）
背番号89。近鉄V2時代の選手だった1軍打撃コーチ。「教え魔山さん」とあだ名がつくほど仕事熱心。スランプ中の火野には「月に向かって打て」と言ったり、天秤打法まで伝授したりした。しかし火野の状態はまったく好転せず、自身も眠れずノイローゼ気味に。更に火野に西本幸雄ばりの鉄拳制裁をしようとするが、火野にスパイクで蹴られ、全治1ヶ月の怪我を負う。空手初段。
飯島（いいじま）
背番号85。1軍三塁守備走塁コーチ。優勝を賭けたロッテとの最終戦で毒島貴志のメジャー級の送球を知らずに、加瀬をホームに突入させてしまった。
小川（おがわ）
背番号83。1軍一塁守備走塁コーチ。遠征先ホテルでの選手のチェックや、矢島が怪我をしたときに肩を貸していたりしていた。
鬼頭（きとう）
背番号99。自称「ファームの鬼軍曹」。おそらくブルペンキャッチャーで毒島の球を倒れるまで受け続けた。
小山（こやま）
三木の後任の2軍監督。ブスジマチェンジを「今世紀最後の魔球」と言っていたが、三木監督曰く言うことが大袈裟。
安井（やすい）
トレーナー。彼のマッサージは選手たちから好評。優勝争いの中で疲弊していく選手達のコンディションを誰よりも心配する。三木監督からなかなか名前を覚えてもらえない。
島田（しまだ）
ロッテ担当スコアラー。ロッテのマスコットマー君のビデオをチックくんに頼まれる。
牧野（まきの）
球団職員で、駒沢フィールドの整備担当。日本最速の速球を投げる毒島が1997年シーズン終盤から球速鯖読み疑惑を取り沙汰されたことに憤慨したようであり、それを理由にスピードガンの精度向上に熱意を傾ける。趣味は社交ダンスで、代役としてチックくんの中に入って踊ったこともある。
北島（きたじま）
チームマネージャー。ダイエー戦でチックくんに使い走りを頼まれる。
片平 直矢（かたひら なおや）
背番号80。1996年シーズン途中までの監督。守りの野球を提唱する生え抜きの理論派監督だが上手くいった試しがない上、自分が気に入らない選手はトレードに出すか飼い殺しにするなど、監督として不適格。毒島に対する牧の的外れな投球指導に賛同するなど投手育成も決して上手いとは言えない。趣味は陶芸で、毒島は彼のお気に入りの壷を壊したため2軍落ちとなったが、逆に毒島を救世主と呼ぶ場面もあった。神経質で胃に持病を抱えており、監督退任の直接の原因となった。監督解任後はテレビの野球解説者となっているが、キャンプを一度も見ずにアスレチックスを酷評して最下位と予想するなど、球団に恨みを持っている様子。その後ウェイクが初登板した試合に解説者として登場し、「話題作り」と批判するもウェイクは好投。最終的に胃が痛いと言ってトイレに行ったきり帰ってこなかった。現役時代は内野手。
熊谷（くまがや）
背番号79。1996年シーズンまでのヘッドコーチ。片平が退任したときに代行監督になったが、指揮した6試合は全敗。ロッテとのシーズン最終戦には伊良部秀輝にノーヒットノーランを食らい、暴走したファンにハイジャック・バックブリーカーを受け辞任する。
木暮 武夫（こぐれ たけお）
チーフスカウト → 管理部長。広島・西鉄・西武・大洋を渡り歩いた「風来坊スカウト」。多くの選手を見出し、毒島や清水も彼に見出された。劇中で上田利治が賞賛するほどの名スカウトだが、外様ゆえにアスレチックスでの信用はあまりなく、肝心のドラフトも思い通りに行かない様子で、四苦八苦しながら球団と交渉していた。またくじ運が悪く、西武のスカウトとして勤務していた頃にドラフト会議で竹田光訓の指名権を得るためのくじを外している。1997年からはアスレチックス管理部長に。合気道四段の腕を持ち、大柄な毒島を軽く投げ飛ばすほど。
小林（こばやし）
編成部長。外様の木暮には冷たい。毒島の指名を望む木暮に対しては「自費で毒島の給料を払えるか？」と要求し、これが影響してか1年目の毒島は年俸360万円で契約することとなった。同じ関西出身として上田利治を心の師と仰いでいる。藤田元司や古葉竹識を監督として呼ぼうとしていた。大事な会議中に落書きを描く癖がある。
赤沼 （あかぬま）
球団オーナー。毒島の入団テスト時に視察に訪れ、毒島のすっぽ抜けた剛速球が危うく当たりそうになった。球団の不人気ぶりに頭を痛め、1997年限りでの球団身売りを考えていた。有力売却先のオーナー、内田が自己のステータスしか目が無く球団の発展にまったく興味が無いことを知っても売却を本気で推し進める気で、日本シリーズ出場を果たした場合はロイヤル製菓に球団の購入額を上積みさせる目論見を持っていた。しかし最終戦を見て心変わりし、売却を中止したいとの意を表明する。
小笠原 茂男 （おがさわら しげお）
2年連続20勝をあげたアスレチックス黄金時代のエース。左投げ。チームの信頼も厚く、「球界の紳士（ジェントルマン）」とも言われていた。しかし、当時他球団と比べ格段に給料が安かったことから八百長に手を染めてしまい、黒い霧事件に巻き込まれて球界から永久追放された。金城からチックくんの真の正体だと疑われていたが、チックくんとの利き手の違いを指摘し否定、触れられたくない過去に触れたとして鉄拳を見舞った。現在は小さいながらも会社を経営しており、今でも年1・2回は球場に足を運んでいる。
大友 道郎 （おおとも みちろう）
アスレチックス黄金時代のリリーフエース。右投げ。毒島と同じようにパワーピッチャーでチェンジアップを決め球にしていたチーム一の理論派。小笠原同様、金城にチックくんの正体と目されていた。実際は火野くん人形の中の人で、数年前に勤めていた証券会社を辞め、現在はカラオケ喫茶店を経営する好々爺であった。名前と経歴のモデルは佐藤道郎。
三宅 武 （みやけ たけし）
谷木工業高校－京浜アスレチックス（19??年1位）
通算24勝を挙げたエースだったが、肩を痛めて引退しており、その後は球団職員として残り、マスコットのチックくんの中に入っていた。現在36歳（公式上、実際は享年34）。怪我によく利く秘湯がある温泉街出身で、実家は居酒屋を経営している。実は2年前に膵臓がんでこの世を去っており、この事をアスレチックスコーチ・選手内で知っているのは現チックくんの中の人物と、たまたま三宅の実家に訪れ真相を知ってしまったウェイクだけである。現役時代は「ケンカ屋タケシ」と呼ばれる暴れん坊として知られていたらしいが、現在のチックくんの慕われぶりを見ると、チームメイトには信頼を置かれている人物だったと思われる。

### 他球団の架空選手
渋谷 貴之（しぶや たかゆき）
背番号22（アスレチックス時代）→51、右投げ右打ち、福岡ダイエーホークスの内野手。スコアボードの表記は「渋谷兄」（仁村薫・徹兄弟と同じ)。
アスレチックスの正捕手にして主軸打者だったが、プライドの高さが災いしてチームメートと仲が悪く、さらに首脳陣批判を繰り返し、FA移籍をほのめかしたことから片平の不興を買い、矢島との交換トレードで放出。ダイエーでは不動の正捕手・城島の存在と彼の打力を生かすため、三塁手に転向する。その甲斐もあってアスレチックス時代よりも打棒に磨きがかかった。捕手での経験を生かした読みのバッティングを得意とし、バッテリーとの駆け引きもうまい。東京六大学出身。大のヘヴィメタルファンで、同じくヘヴィメタルファンであるロッテの初芝清が打席に立ったときは、ささやき戦術が度々口論に発展する。
渋谷 直之（しぶや なおゆき）
背番号19、右投げ右打ち、福岡ダイエーホークスの外野手。スコアボードの表記は「渋谷弟」。
渋谷貴之の弟。守備はあまり上手くないが、兄以上の強打者でアマ全日本の4番も務めた。監督の王貞治を尊敬しているが、親に甘やかされて育てられたためわがままで子供っぽい。オープン戦では実力を誇示するため、王が出したサインを3度無視、スクイズせず強攻策に出ている。シーズン途中から1軍に合流すると、月間本塁打記録タイの16本を打ち、毒島が投げた際どいコースへの直球を打ち返すなど、強打者ぶりを遺憾なく発揮する。終盤からは4番打者を務め、毒島は「既に超一流の打者に育った」と驚嘆している。
フィッシュバーン (Fishburne)
背番号4（巨人時代）→22→50、左打ち、近鉄バファローズの外国人選手。
3Aで2年連続三冠王の実績を持つ。読売ジャイアンツ2軍時代に毒島と初対戦、その後素行の悪さや外国人枠の関係から1996年途中に金銭トレードで近鉄へ。ストーブリーグ時にはモントリオール・エクスポズのオファーがあったが、それを蹴って岡本太郎がデザインした近鉄のエンブレムのタトゥーを左腕に彫り、近鉄残留を決めている。近鉄では主砲として活躍し、2年連続で本塁打王を獲得する。速球派の毒島大広を「力と力の勝負が出来る選手」と認め、ライバルとして意識する。近鉄監督・佐々木恭介に惚れ込んでおり、「2冠を獲ったら監督を温泉に連れて行く」と発言。名前と風貌のモデルはローレンス・フィッシュバーン、近鉄に金銭トレードされいきなり本塁打を量産するなどのエピソードのモデルはラルフ・ブライアント。
毒島 貴志（ぶすじま たかし）
背番号7、左投げ左打ち、千葉ロッテマリーンズの外野手。
主人公・毒島大広の実兄。劇中で木暮スカウトが「和製バリー・ボンズ」と称し、ケガをしなかったらメジャーでトリプルスリーを軽くクリアする逸材と評価する天才。リトルリーグで世界制覇の経験があり、高校卒業後渡米しマイナーリーグへ入団するが、交通事故で瀕死の重傷を負いメキシコシティ・ソリタリオへ移籍。メキシコでのリハビリ中には拳銃自殺実行一歩手前まで至るも思いとどまり、1996年のドラフト3位でロッテに入団。実は木暮は大広よりもこの貴志を獲ろうとしていた。
指名された当初はロッテ入団にあまり乗り気ではない様子だったが、弟・大広と再会し、1球勝負をする。そこで大広が投げた球に対抗心を燃やし、リハビリに励み驚異的とも言える回復を果たす。天才肌で拘りが非常に強く気分屋な一面があるほか、渡米中の経験からか風変わりな言動を取ることもある。2軍デビュー戦では大怪我から野球ができるまでに復帰できたことに感謝して、1球もバットを振らず見逃し三振を繰り返した。その際、近藤監督からは「佇まいはすでに1流」と評される。1軍デビュー戦の近鉄戦では佐野重樹から放った満塁弾を含む3本塁打を打ち、チーム全打点をあげる強烈なデビューを飾る。弟・大広に変化球で抑えられた試合では悔しさからか、2軍に落としてほしいと直訴して降格。その後、納得した一打が出るまで髭を剃らないと決めるも、安打や本塁打を打っても納得せず、髭を剃らず伸ばし続けていた。シーズン最終戦で試合の途中に髭を剃り落とす。これは「納得できる一打を打てそう」と感じたため。その相手は大広であり、感覚通り会心の当たりは場外本塁打となった。しかし同試合最終打席での対戦ではストレートに抑えられた。
バットを低く寝かせた独特なフォームで、選球眼もとても良い。しかしリハビリを経ても足だけは回復が遅れ、安打を放ったにもかかわらず、走れないため塁に出ないことがあった。終盤は守備に就けるほど回復しており、アスレチックスとのシーズン最終戦では「メジャー級」の肩による好返球を見せつけた。
兄弟仲はかなり険悪。「弟（大広）が勝手に嫌っているだけ」と語っているが、幼少時代には大広を苛めたり、プロ入りしてからも大広から本塁打を放った際に「嫌いな奴からイッパツ打つのは気分いいね」と呟くなど、見下しているような言動が見受けられる。チックくんの中の人物が誰かを知っている様子。
溝口（みぞぐち）
背番号80、右投げ左打ち、日本ハムファイターズの外野手。毒島には中学時代に抑えられて以降、左投手に苦手意識を持つようになってしまったという因縁がある。赤堀商業高校時代には「甲子園のアイドル」と呼ばれてロッテ側からは「初芝二世」と評され、オリックスからは仰木監督が直々に挨拶に来ているところから、注目度の高さがうかがえる。1995年ドラフト1位で日本ハムに入団。2軍で英才教育を受け、2年目にイースタンリーグの首位打者となり、オールスター戦後に1軍昇格。金子誠と共に上田監督から、かつての上田の教え子でもある阪急黄金時代の福本豊、蓑田浩二の1・2番コンビを超えるほどの活躍を期待される。プロ入り後に対戦した毒島は「やっぱりこいつは天才だな」と漏らしている。
ジミー・カイテル (Keitel)
背番号50、右投げ右打ち、西武ライオンズの外国人選手。
ピッツバーグ・パイレーツ時代にバリー・ボンズ、ボビー・ボニーヤとクリーンアップを組んだという超大物選手で、1995年のディビジョンシリーズでロジャー・クレメンス、プレーオフでランディー・ジョンソンら速球投手から本塁打を放ち「100マイル（約160km/h）キラー」と呼ばれる。ニューヨーク・ヤンキースとの契約に折り合いがつかず来日。軽々と場外本塁打を打つほど実力は確かだが、清水以上に日本球界を腰掛けにしか思っておらず、打撃が好調な日でも適当な理由をつけて途中で引っ込んだり、試合に出なかったりする。日本の投手との勝負に張り合いを感じられずに不満を抱いていたところ、フィッシュバーンから毒島の事を聞かされるが、実際の対戦ではベンチからの指示で毒島が全て敬遠し、力勝負は描かれなかった。名前と風貌のモデルはハーヴェイ・カイテル。
菅野 純 （すがの じゅん）
背番号42、右投げ右打ち。オリックス・ブルーウェーブの投手。19歳。
経歴／？－オリックス・ブルーウェーブ（1996年3位）
プロサッカー選手としての顔も持つ、自称「和製ディオン・サンダース」。MFとしてJリーグ・シエロ姫路に所属し、ナビスコカップで4人抜きを決めるなどの活躍で日本代表候補にも挙げられた。
普段はサッカーの方を優先しているため登板機会は少ないが、仰木監督からは「サッカーよりも野球の才能がある」と言われており、サッカーで鍛えられた足腰から150km/hの直球、カーブ、フォークを武器にしている本格派。野茂英雄や伊良部秀輝の投球フォームを真似するひょうきんな一面も兼ね備えている。甘いマスクで女性の人気が高い。また、彼のスポンサーと球団は、彼が登板中にバックスクリーンへ菅野自身のCMを流すように契約している。
学生時代も野球部とサッカー部を掛け持ちしていたため、いじめや理不尽な暴力にあっており、特に世代が上の他の選手にもあまり気に入られていない。ただイチローには気に入られている様子で、実力も認められている。ひょんなことから打席に立つことになった毒島と勝負し、逆転満塁本塁打を被弾する。
不破 明 （ふわ あきら）
背番号18、左投げ左打ち。千葉ロッテマリーンズの投手。
白武高校卒、社会人を経て1995年ドラフト1位で入団。ハロルド作石の前作『ゴリラーマン』で、球技大会の際に「ゴリラーマン」こと池戸定治に本塁打を打たれた野球部のエース・不破の数年後の姿である。3種類を投げ分けられるスクリューボールが武器。好投手に成長したにもかかわらず、いまだにゴリラーマンにトラウマを抱えている。

### その他
宮道 貴恵（みやみち たかえ）
毒島の幼馴染で、腐れ縁の仲。毒島のよき理解者であり、プロ入り後はアスレチックスファンとして球場に足を運び、2年足らずで毒島に立花、広橋、行沢のサインを貰うよう頼むほど渋い野球ファンになっている。数少ないチックくんファンでもある。当初は清水のファンだと言っていたが本心は不明。毒島からはプロ初勝利を挙げたボールを贈られたり、互いに好意を抱いている様子。高校卒業後は短大に進学、後にアメリカ留学を決意。ルックスやプロポーションは良く、斉木や川岸は初めて貴恵を見た時は目の色を変え、友人からは水着を着るキャンペーンガールを勧められるほど。3人兄妹の末っ子。毒島兄弟の仲が悪くなった原因を知っているが、その内容は作中では明かされなかった。
戸田 シンペー（とだ シンペー）
毒島の広橋中学時代からの悪友その1。中学1年の春に毒島にケンカを売るが、毒島必殺の「一本足（フラミンゴ）頭突き」を食らい、以後行動を共にしている。その後音楽の道を志すもあっさり断念。1997年のアスレチックス優勝をかけたダブルヘッダーの2試合目を見るために川上と駒沢フィールドへ行くが満員のため入れず、川上と共に係員に実力行使を図るが2人揃って返り討ちに遭う。
川上（かわかみ）
広橋中学時代からの悪友その2。坊主頭にメガネをかけ太っている。中学時代はおそらくバスケ部。そのときに「真夏のダブルヘッダー事件」を目撃している。毒島がプロに行ったあとモテるためダイエットし成功するものの、リバウンドしている。
真喜志（まきし）
広橋中学時代からの悪友その3。大きな目をした濃い顔。その後カメラマンを志す。彼が撮った、彼によく似た母親の写真は川岸の手にある。優勝をかけたダブルヘッダーの時には出てきていない。なお、シンペー、川上、真喜志は、毒島や貴恵とは違う堂上商業に進学している。
赤沼 由美子（あかぬま ゆみこ）
毒島がシーズンオフのウインターリーグでハワイに滞在していた際に知り合った女の子。その後日本で再会し毒島が好意を寄せていくが、毒島がスランプに陥った頃に電話で振ってしまう。アスレチックスのオーナーと苗字が同じだが、関係は不明。アスレチックスファンの幸子という親友がいる。
志穂（しほ）
アスレチックスのチアリーディングチーム「アスレチックガール」の1人。モデル並みにスタイル抜群でダンスも上手く、チックくんにダンスの基本を教える。毒島とは仲がよく、チックくんには好意を持っている。
金城（きんじょう）
スポーツ新聞「スポーツ東京」の記者で、ウェイクの高校時代の友人。ウェイクの話を聞き、記者の仕事を放り出してチックくんの正体を暴こうとするが全てが的外れであり、3ヵ月に渡って本業を放棄したことが祟って失職したばかりでなく、今度こそ真相をつかんだと確信した1997年シーズン最終戦にデスクから「タブーである」として調査の打ち切りを強要される。同じ作石作品の『BECK』にも登場、片平哲也にインタビューしている。
竹下（たけした）
金城の後輩記者。毒島貴志に密着取材をしており、そこでチックくんの正体に関する情報を得て金城に伝えた。変わり者の貴志の取材には手を焼いている模様。
内田 順子（うちだ じゅんこ）
1997年シーズン中にアスレチックスの身売り先に名乗りを上げた企業「ロイヤル製菓」の女社長。野球に関する知識は全く無い。知っている知識は野球選手と芸能人の結婚情報など女性週刊誌ネタくらいしかない。ダブルプレーの説明を受けた後「結局何点入るの？」と聞き返し、周りにいる関係者を愕然とさせた。チックくんを嫌っており、「ムッシュ・グルヌイユ」というカエルの新マスコットキャラクターや、ピンクのユニフォームに変更しようとしていた。黒田曰く、ロイヤル製菓に身売りされた場合フランチャイズを手放しリストラの嵐が吹き荒れると推測されるなど、オーナーとしての素質・会社規模は京浜運輸より確実に劣る模様。

### 実在の人物
肩書きおよび所属球団は1996-1997年当時。ストーリー上、全般的に西武と日本ハムは登場頻度が少なめで、近鉄もフィッシュバーンがいる関係で佐々木監督以外の登場シーンは少ない。また当時の各球団のマスコットキャラクターも登場し、チックくんによく喧嘩を売られる。
| - 上田利治（日本ハム監督） - 東尾修（西武監督） - 仰木彬（オリックス監督） - 江尻亮（ロッテ監督） - 王貞治（ダイエー監督） - 佐々木恭介（近鉄監督） - 近藤昭仁（ロッテ監督） - 伊良部秀輝（ロッテ） - 小宮山悟（ロッテ） - 河本育之（ロッテ） - 初芝清（ロッテ） | - 堀幸一（ロッテ） - 吉鶴憲治（ロッテ） - 小坂誠（ロッテ） - イチロー（オリックス） - 星野伸之（オリックス） - 田口壮（オリックス） - 谷佳知（オリックス） - 松井稼頭央（西武） - 鈴木健（西武） - 鈴木貴久（近鉄） - 山本和範（近鉄） | - 城島健司（ダイエー） - 工藤公康（ダイエー） - 小久保裕紀（ダイエー） - 落合博満（日本ハム） - 緒方耕一（巨人） - 野村克也（ヤクルト監督） - 古田敦也（ヤクルト） - 吉井理人（ヤクルト） - 石井一久（ヤクルト） - 高津臣吾（ヤクルト） - 西本幸雄（元近鉄監督、解説者として登場） |

ほか多数。

## 続編について
ハロルドが月刊少年マガジンにて『BECK』を執筆中の2000年頃、この『ストッパー毒島』の続編を近日中に連載開始するという情報が一部マスコミから流れたことがあった。これはマガジン関係者がプロ野球春季キャンプに取材に訪れていた為で、松坂大輔も毒島達との対決を熱望していた。松坂は連載中まだ高校生であったが、当時から本作を愛読しており、「ブスジマチェンジ」を本当に投げようとしたこともあるが、習得まではできなかったという。
続編の構想自体は頭に描いているようで、ハロルドが2003年9月25日放送のNHK『トップランナー』に出演した際には本作の続編の構想をノートに書き続けていると話した。ただこの時に、「依頼があったわけでも発表の当てがあるわけでもないし、実際に書くかどうかも分からない」とも語っていた。また『球漫』での伊集院光との対談によれば次回作は三木監督の葬式から第2部のストーリーを始めようかと語っている。『週刊ヤングマガジン』の最終連載後のインタビューでは、「もし、銃を突きつけられて『続きを描け！』と言われたらすぐにでも描ける」とも発言している。
2010年7月のインタビューでは、機会があれば描きたいとは今も思っています。でも『 - 毒島』が終わってもう10年以上経ってますし、当時とはプロ野球の仕組みもだいぶ変わっちゃっている。前回の続きとしてそのまま描けるかというと難しいですよね。野球自体はすごく好きなので、今後の作品の中で何かしら出てくるかもしれないですけど、今「続編を描く」とは高らかには言いづらいですよね。『 - 毒島』より描きたいものが出てきてしまいましたしね。と発言している。

## 備考
- 当作品に『ゴリラーマン』の不破が登場しているように、ハロルドの漫画の世界はリンクしている。『BECK』の作中でも「毒島今季絶望」の新聞記事が登場したり、毒島のチームメートである火野が『BECK』の主人公・コユキの高校のOBであったりする。
- チックくんが発明した「どこでもブルペン」は実際に市販化されている。
- 優勝のかかったロッテとの最終戦ダブルヘッダーは、1988年に実際にあった近鉄とロッテの伝説の試合、いわゆる10.19に酷似しており、作中にも近鉄の選手が当時のことについて語るシーンがある。作者本人もインタビューで、最終戦のダブルヘッダーは10.19のオマージュとして描いたと語っている。
- 2023年放送の高校野球を題材にしたテレビドラマ、下剋上球児（TBS系「日曜劇場」）において登場人物の山住香南子（演 - 黒木華）が幼少期に愛読していたとして当作品の名前が挙げられた。